# Học viện Ngân hàng (Việt Nam)
Học viện Ngân hàng (tiếng Anh: Banking Academy of Vietnam – BAV, được thành lập theo Quyết định số 30/1998/QĐ-TTg ngày 09 tháng 02 năm 1998 của Thủ tướng Chính phủ. Học viện Ngân hàng là trường đại học công lập đa ngành trực thuộc Ngân hàng Nhà nước Việt Nam và Bộ Giáo dục & Đào tạo, Học viện có trụ sở chính tại Hà Nội, phân viện Bắc Ninh, phân viện Phú Yên, phân viện Thành phố Hồ Chí Minh (tồn tại đến năm 2003) và cơ sở đào tạo Sơn Tây với hơn 16.000 sinh viên đang theo học. Học viện Ngân hàng là một trong những trường đại học hàng đầu cả nước trong lĩnh vực kinh tế, đặc biệt trường nổi tiếng đào tạo chuyên sâu ngành Tài chính - Ngân hàng.

## Lịch sử hình thành và phát triển

### Giai đoạn 1961-1975:
Trường Cao cấp nghiệp vụ Ngân hàng được thành lập theo Quyết định số 3072-VG ngày 13/9/1961 của Thủ tướng Chính phủ với nhiệm vụ chủ yếu là đào tạo học sinh phổ thông trở thành cán bộ trung cấp ngân hàng, bổ túc cán bộ sơ cấp, trung cấp nghiệp vụ thành cán bộ có trình độ Cao cấp nghiệp vụ Ngân hàng và trình độ đại học chuyên tu, tại chức cho đội ngũ cán bộ ngân hàng.

### Giai đoạn 1976-1992:
Tổng Giám đốc Ngân hàng Nhà nước Việt Nam đã ký quyết định số 1229/NH-TCCB ngày 16/12/1976 về việc thành lập cơ sở II Trường Cao cấp nghiệp vụ Ngân hàng mở cơ sở hai đặt tại Thành phố Hồ Chí Minh để đào tạo hệ chuyên tu và tại chức cho cán bộ trong ngành ở các tỉnh phía Nam.
Ngày 18/10/1978, Thủ tướng Chính phủ thay mặt Hội đồng Chính phủ ký Quyết định số 264/CP cho phép Ngân hàng Nhà nước Việt Nam mở hệ cao đẳng trong Trường chuyên tu cao cấp Ngân hàng, bắt đầu từ năm học 1978-1979, để đào tạo cán bộ đại học thực hành Ngân hàng phục vụ yêu cầu xây dựng và phát triển đất nước.
Ngày 03/5/1980, Thủ tướng Chính phủ ký Quyết định số 149/TTg cho phép Ngân hàng Nhà nước Việt Nam mở một lớp Đại học nghiệp vụ Ngân hàng tại Thành phố Hồ Chí Minh, để đào tạo cán bộ nghiệp vụ Ngân hàng cho các tỉnh phía Nam.

### Giai đoạn 1993-1997:
Trung tâm Đào tạo và Nghiên cứu Khoa học Ngân hàng được thành lập theo Quyết định số 112- TTg ngày 23/3/1993 của Thủ tướng Chính phủ trên cơ sở tổ chức lại Viện tiền tệ - Tín dụng, Trường Cao cấp nghiệp vụ Ngân hàng Hà Nội, Trường Cao cấp nghiệp vụ Ngân hàng Thành phố Hồ Chí Minh, Trường Trung học Ngân hàng I, Trường Trung học Ngân hàng II, Trường Trung học Ngân hàng III, Trường Trung học Ngân hàng IV.
Ngày 8/3/1996, Thủ tướng Chính phủ đã ký Quyết định số 143-TTg giao nhiệm vụ đào tạo trên đại học cho Viện Khoa học Ngân hàng (Ngân hàng Nhà nước).

### Giai đoạn từ 1998 đến nay:
Học viện Ngân hàng (HVNH) được thành lập theo Quyết định số 30/1998/QĐ-TTg ngày 09/02/1998 của Thủ tướng Chính phủ trên cơ sở tổ chức lại Trung tâm Đào tạo và Nghiên cứu khoa học Ngân hàng. Theo đó, HVNH là tổ chức đào tạo và Nghiên cứu khoa học của Nhà nước về lĩnh vực ngân hàng. HVNH có nhiệm vụ: i) Đào tạo cán bộ ở bậc giáo dục chuyên nghiệp, bậc đại học và trên đại học về lĩnh vực tiền tệ - tín dụng và ngân hàng; ii) Bồi dưỡng nghiệp vụ và công nghệ ngân hàng; iii) Tổ chức nghiên cứu khoa học và công nghệ ngân hàng; iv) Thực hiện hợp tác về đào tạo và nghiên cứu khoa học ngân hàng với các tổ chức trong và ngoài nước theo quy định chung của Nhà nước (Phân viện thành phố Hồ Chí Minh thuộc Học viện Ngân hàng được Thủ tướng Chính phủ quyết định thành lập Trường Đại học Ngân hàng thành phố Hồ Chí Minh theo Quyết định số 174/2003/QĐ-TTg ngày 20/8/2003).
Tại Quyết định số 107/1998/QĐ-NHNN9 ngày 24/3/1998 của Thống đốc Ngân hàng Nhà nước (NHNN), ban hành Quy chế tổ chức và hoạt động của HVNH đã quy định HVNH là đơn vị sự nghiệp có tư cách pháp nhân, có tài khoản và con dấu riêng, có trụ sở đặt tại thành phố Hà Nội và các cơ sở tại Thành phố Hồ Chí Minh, các tỉnh Phú yên, Bắc Ninh, Hà Tây. Học viện chịu sự lãnh đạo và quản lý trực tiếp của NHNN theo chức năng của Bộ Giáo dục và Đào tạo, các bộ, ngành khác có liên quan; đồng thời chịu sự quản lý theo lãnh thổ của chính quyền địa phương nơi có cơ sở của Học viện.
Ngày 12 /01/2004 Thống đốc NHNN đã ký Quyết định số 48/2004/QĐ-NHNN thay thế Quyết định số 107/1998/QĐ-NHNN9, HVNH là đơn vị sự nghiệp có tư cách pháp nhân, có tài khoản và con dấu riêng, có trụ sở chính tại thành phố Hà Nội và các Phân viện Bắc Ninh, Phú Yên (phân viện Thành phố Hồ Chí Minh chính thức tách khỏi và không còn liên quan gì, trở thành Trường Đại học Ngân hàng Thành phố Hồ Chí Minh); HVNH chịu sự lãnh đạo và quản lý trực tiếp của NHNN; chịu sự quản lý nhà nước về giáo dục của Bộ Giáo dục và Đào tạo; chịu sự quản lý nhà nước thuộc thẩm quyền của các Bộ, Ngành khác có liên quan; chịu sự quản lý hành chính theo lãnh thổ của chính quyền địa phương nơi có cơ sở của Học viện theo các quy định của pháp luật.
Ngày 29/4/2009, Thống đốc NHNH ban hành Quyết định số 1009/QĐ-NHNN quy định chức năng, nhiệm vụ, quyền hạn và cơ cấu tổ chức của HVNH thay thế Quyết định số 48/2004/QĐ-NHNN.
Ngày 16/03/2012, Thống đốc NHNN ban hành quyết định số 433/QĐ-NHNN về việc quy định chức năng, nhiệm vụ, quyền hạn và mô hình tổ chức, cơ cấu của HVNH thay thế Quyết định số 1009/QĐ-NHNN ngày 29/4/2009.
Ngày 26/02/2014, Thống đốc NHNN ban hành quyết định số 327/QĐ-NHNN về việc quy định chức năng, nhiệm vụ, quyền hạn và mô hình tổ chức, cơ cấu của HVNH thay thế Quyết định số 433/QĐ-NHNN nhằm kiện toàn bộ máy tổ chức và hoạt động của HVNH cho phù hợp điều kiện phát triển kinh tế trong ttình hình mới.
Ngày 20/07/2017, Thống đốc NHNN ban hành quyết định số 1518/QĐ-NHNN về việc quy định chức năng, nhiệm vụ, quyền hạn và cơ cấu tổ chức của HVNH thay thế Quyết định số 327/QĐ-NHNN ngày 26/02/2014 nhằm kiện toàn bộ máy tổ chức và hoạt động của HVNH cho phù hợp điều kiện phát triển kinh tế trong điều kiện hội nhập.
Ngày 30/08/2018, Thống đốc NHNN ban hành quyết định số 1699/QĐ-NHNN về việc sửa đổi, bổ sung 1518/QĐ-NHNN ngày 20/07/2017 về việc quy định chức năng, nhiệm vụ, quyền hạn và cơ cấu tổ chức của HVNH.
Ngày 20/12/2023, Thống đốc NHNN đã ký ban hành quyết định số 2394/QĐ-NHNN về việc Quy định chức năng, nhiệm vụ, quyền hạn và cơ cấu tổ chức của Học viện Ngân hàng thay thế Quyết định số 1518/QĐ-NHNN ngày 20/07/2017 của Thống đốc Ngân hàng Nhà nước quy định chức năng, nhiệm vụ, quyền hạn và cơ cấu tổ chức của Học viện Ngân hàng.

## Nhiệm vụ - Tầm nhìn - Sứ mệnh - Giá trị cốt lõi
Học viện có chức năng đào tạo nguồn nhân lực ở trình độ đại học, sau đại học; thực hiện hoạt động khoa học và công nghệ trong các lĩnh vực kinh tế, tài chính - ngân hàng và các ngành khác theo quy định của cấp có thẩm quyền; bồi dưỡng kiến thức, kỹ năng quản lý nhà nước, kiến thức, kỹ năng theo yêu cầu của vị trí việc làm và các chương trình bồi dưỡng khác do cấp có thẩm quyền giao cho đội ngũ, công chức, viên chức và người lao động thuộc Ngân hàng Nhà nước và của ngành Ngân hàng; cung cấp dịch vụ đào tạo, bồi dưỡng, tư vấn theo nhu cầu của xã hội.
Sứ mệnh: Học viện Ngân hàng cung cấp cho ngành Ngân hàng và xã hội nguồn nhân lực chất lượng cao, các nghiên cứu có tầm ảnh hưởng, dịch vụ tư vấn và hoạt động phục vụ cộng đồng trong lĩnh vực kinh tế, kinh doanh - quản lý, pháp luật, ngoại ngữ và công nghệ thông tin. Học viện Ngân hàng tiên phong xây dựng môi trường giáo dục tiên tiến, văn minh, mang đến cơ hội học tập liên tục, khai phóng sự sáng tạo và phát triển con người toàn diện.
Tầm nhìn: Xây dựng Học viện Ngân hàng là trường đại học uy tín, đào tạo đa ngành, liên ngành đạt chuẩn kiểm định quốc tế vào năm 2030; Trở thành đại học tự chủ, có hệ thống quản trị hiện đại gắn liền với chuyển đổi số trong đào tạo, NCKH và các hoạt động cộng đồng; Trở thành đại học thông minh vào năm 2045.
Giá trị cốt lõi:
- Sáng tạo: Học viện Ngân hàng luôn tiên phong trong đổi mới và sáng tạo.
- Trách nhiệm: Học viện Ngân hàng đề cao tinh thần trách nhiệm với tập thể, xã hội và cộng đồng, kiên định cống hiến hết mình cho sự nghiệp đào tạo và sự phát triển bền vững
của HVNH.
- Liêm chính: Học viện Ngân hàng đề cao tính chính trực, công bằng, minh bạch trong mọi hoạt động.
- Tôn trọng: Học viện Ngân hàng luôn hướng tới một môi trường sư phạm văn minh, tin cậy, tôn trọng sự đa dạng về chuyên môn, văn hóa và tính cách.
- Hợp tác: Học viện Ngân hàng mong muốn hợp tác với tất cả các đối tác trong và ngoài nước trên tình thần chia sẻ, hỗ trợ, tôn trọng, trách nhiệm vì mục tiêu phát triển và cùng có lợi.
Triết lí giáo dục: Học viện Ngân hàng kiên trì theo đuổi những quan điểm, tư tưởng chủ đạo, cốt lõi trong giáo dục: Toàn diện - Sáng tạo – Hội nhập.
Mục tiêu chiến lược:
- Thực hiện tự chủ đại học và xây dựng mô hình quản trị hiện đại theo quy định của pháp luật.
- Đa dạng hóa, phát triển lĩnh vực, phương thức đào tạo, đáp ứng các tiêu chuẩn kiểm định chất lượng đối với cơ sở giáo dục đại học của Việt Nam và quốc tế;
- Trở thành trung tâm nghiên cứu khoa học, chuyển giao công nghệ đa ngành, liên ngành, xuyên ngành với các nghiên cứu có tầm ảnh hưởng, có khả năng giải quyết các vấn đề lý thuyết và thực tiễn của nền kinh tế với trọng tâm là lĩnh vực tài chính - ngân hàng;
- Phát triển quan hệ hợp tác bình đẳng, tin cậy với đối tác quốc tế là các trường đại học, tổ chức giáo dục có uy tín trên thế giới;
- Thực hiện mạnh mẽ quá trình chuyển đổi số, phát triển môi trường số cho các hoạt động quản trị, đào tạo và nghiên cứu khoa học trong toàn Học viện;
- Tăng cường sự gắn kết với cộng đồng, đóng góp vào sự phát triển bền vững của ngành và nền kinh tế.

## Thành tích
- Huân Chương Lao động Hạng Ba (2021)[6]
- Huân chương Lao động Hạng Nhất, Hạng Nhì, Huân chương Độc lập Hạng Nhất, Hạng Nhì, Hạng Ba cho Học viện Ngân hàng.
- Huân chương Lao động Hạng Hạng Nhất, Hạng Nhì cho Phân viện Bắc Ninh
- Huân chương Lao động Hạng Hạng Nhì, Hạng Ba cho Phân viện Phú Yên
- Huân chương Lao động Hạng Nhì cho Cơ sở đào tạo Sơn Tây
- 18 Huân chương Lao động các hạng cho các cán bộ lãnh đạo, quản lý và giảng viên của Học viện qua các thời kỳ công tác.

Nhà nước CHDCND Lào đã trao tặng: Huân chương Ixala (Huân chương Độc lập) Hạng Nhất cho Học viện Ngân hàng; Huân chương Ixala Hạng Nhất cho CSĐT Sơn Tây; Huân chương Ixala các hạng cho hơn 100 cán bộ lãnh đạo, quản lý và giảng viên của HVNH qua các thời kỳ công tác.

## Cựu sinh viên tiêu biểu
Bà Nguyễn Thị Hồng - Thống đốc Ngân hàng Nhà nước Việt Nam
Ông Nguyễn Kim Anh - Phó Thống đốc Ngân hàng Nhà nước Việt Nam
Ông Đào Minh Tú - Phó Thống đốc Ngân hàng Nhà nước Việt Nam
Ông Nguyễn Văn Thắng - Bộ trưởng - Bộ Tài chính
Ông Lưu Trung Thái - Phó Chủ tịch Hội đồng Quản trị, Tổng Giám đốc Ngân hàng Quân đội MBBank
Ông Đào Quốc Tính - Tổng Giám đốc Bảo hiểm tiền gửi Việt Nam
Ông Dương Quyết Thắng - Tổng Giám đốc Ngân hàng chính sách xã hội Việt Nam
Ông Đỗ Mạnh Hùng - Tổng Giám đốc Ngân hàng Hợp tác xã Việt Nam
Ông Nguyễn Mạnh Tú - Phó Tổng Giám đốc Ngân hàng chính sách xã hội Việt Nam
Ông Lê Ngọc Lâm - Tổng Giám đốc Ngân hàng TMCP Đầu tư và Phát triển Việt Nam BIDV
Bà Nguyễn Thị Phượng - Phó Tổng Giám đốc Ngân hàng Nông nghiệp và Phát triển Nông thôn Việt Nam Agribank
Ông Phạm Mạnh Thắng - Phó Tổng Giám đốc Ngân hàng TMCP Ngoại thương Việt Nam Vietcombank
Bà Phùng Nguyễn Hải Yến - Phó Tổng Giám đốc Ngân hàng TMCP Ngoại thương Việt Nam Vietcombank
Ông Quách Hùng Hiệp - Phó Tổng Giám đốc Ngân hàng TMCP Đầu tư và Phát triển Việt Nam BIDV
Ông Nguyễn Hưng - Tổng Giám đốc Ngân hàng TMCP Tiên Phong TPBank
Ông Đoàn Đức Minh - Phó Tổng Giám đốc Ngân hàng TMCP Đại chúng PVcombank
Nguyễn Hoàng Bảo Châu - Top 10 Hoa hậu Việt Nam 2018 cùng giải phụ Người đẹp Biển, MC Ban Thể thao tại VTV
Còn nhiều cựu sinh viên của Trường Cao cấp nghiệp vụ Ngân hàng & Học viện Ngân hàng phân viện TP Hồ Chí Minh (tồn tại đến 2003) nắm những chức vụ quan trọng trong NHNN & các NHTM.

## Đào tạo

### Chính quy, tập trung
Đào tạo Đại học chương trình Chất lượng cao: 8 ngành đào tạo
- Tài chính
- Ngân hàng
- Kế toán
- Quản trị kinh doanh
- Ngân hàng & Tài chính quốc tế
- Kinh doanh quốc tế
- Kinh tế
- Marketing số

Sau đại học
Chương trình Thạc sỹ: Thời gian đào tạo 3 năm, 3 ngành đào tạo
- Tài chính - Ngân hàng
- Kế toán
- Quản trị kinh doanh

Chương trình Tiến sỹ: Chuyên ngành đào tạo Tài chính - Ngân hàng. Thời gian đào tạo 3 năm đối với học viên đã có học vị Thạc sỹ và 5 năm đối với học viên chưa qua đào tạo Thạc sỹ.
Đào tạo liên thông
Liên thông từ Cao đẳng lên Đại học
Các lớp bồi dưỡng nghiệp vụ và cập nhật kiến thức
Đối tượng là các cán bộ ngân hàng, doanh nghiệp và các cơ quan khác có nhu cầu nâng cao kỹ năng nghiệp vụ hoặc cập nhật kiến thức chuyên ngành (các chuyên đề về ngân hàng thương mại, Ngân hàng Trung ương, kế toán ngân hàng, kế toán doanh nghiệp, quản trị tài chính doanh nghiệp, thị trường chứng khoán..).
Các khoá học này thường là ngắn hạn từ vài ngày đến vài tháng. Nội dung được thiết kế theo yêu cầu của người học.

### Các chương trình liên kết đào tạo
- Liên kết với Hiệp hội ngân hàng, các Trung tâm đào tạo của các ngân hàng thương mại cho các chương trình bồi dưỡng nghiệp vụ và cập nhật kiến thức
- Liên kết với Tập đoàn Tyndale - Singapore & Edexcel và Đại học Sunderland - Vương quốc Anh: Chương trình đào tạo cử nhân chuyên ngành Tài chính - Ngân hàng.
- Liên kết với trường đại học CityU - City University of Seattle: Chương trình đào tạo cử nhân chuyên ngành Quản trị Tài chính
- Liên kết với Đại học O'hara - Nhật Bản: Chương trình đào tạo cử nhân Việt - Nhật
- Liên kết với Đại học Birmingham – Vương quốc Anh: Chương trình đào tạo Thạc sĩ chuyên ngành Tài chính – Ngân hàng (Master of Science – Banking & Finance)
- Liên kết với Viện Công nghệ châu Á – AIT: Chương trình đào tạo Thạc sĩ công nghệ thông tin trong lĩnh vực Tài chính - Ngân hàng.
- Liên kết hợp tác song phương với Trường Đại học Kinh tế - Tài chính Tây Nam Trung Quốc.
- Liên kết với Học viện Ngân hàng Lào: Chương trình đào tạo Thạc sĩ chuyên ngành tài chính – ngân hàng cho Ngân hàng Quốc gia CHDCND Lào.